# Apanteles thoseae
Apanteles thoseae är en stekelart som beskrevs av Wilkinson 1934. Apanteles thoseae ingår i släktet Apanteles och familjen bracksteklar. Inga underarter finns listade i Catalogue of Life.